# Simo Häyhä
Simo "Simuna" Häyhä (Rautjärvi, 17 de dezembro de 1905 – Hamina, 1 de abril de 2002) apelidado de "Morte Branca" (em russo: Белая смерть, transl. Belaya smert; em finlandês: Valkoinen kuolema; em sueco: Vita döden) ou "Provocador" pelo Exército Vermelho, foi um soldado finlandês e o mais eficiente franco-atirador da história mundial, matando aproximadamente 546 inimigos (de acordo com outras fontes, ele é creditado com 543). Häyhä nunca falou sobre isso publicamente, mas estimou em seu diário que ele matou mais de 500 soldados do Exército Vermelho na Guerra de Inverno.

## Biografia

### Juventude e serviço na guerra
Häyhä nasceu na cidade de Rautjärvi, próxima da atual fronteira Finlândia-Rússia entre a Finlândia e a Rússia. Fazendeiro de profissão, cumpriu o serviço militar obrigatório de um ano em 1925, sendo convocado em 1939 após a eclosão da Guerra de Inverno entre a Finlândia e a União Soviética. Estacionado na área norte do lago Ladoga, passou a servir como franco-atirador.
Trabalhando em temperaturas que iam dos -20ºC aos -40ºC e usando uma camuflagem totalmente branca, Häyhä é creditado por mais de 600 mortes confirmadas de soldados soviéticos. Uma contagem diária de baixas era feita no campo de batalha de Kollaa, e os relatórios não-oficiais finlandeses estimam em 542 o número de mortes atribuído a ele.
Häyhä usou uma variante do rifle soviético Mosin-Nagant, pois se adequava à sua baixa estatura. Para não se expor em seus esconderijos, ele preferia usar miras comuns ao invés das telescópicas, pois com esta última o atirador deve erguer um pouco a cabeça, além de haver o risco da lente refletir a luz do sol. Outra tática usada por Häyhä era compactar a neve à sua frente para que o tiro não a soprasse, revelando sua posição. Ele também colocava neve na boca, escondendo assim quaisquer sinais que sua respiração pudesse provocar.

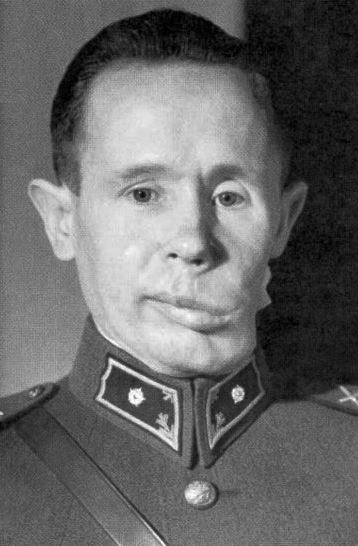
Simo Häyhä promovido em 28 de agosto de 1940, com danos visíveis na bochecha esquerda.

Além das mortes que provocou como franco-atirador, Simo Häyhä foi creditado também por abater mais de duzentos soldados inimigos com uma submetralhadora Suomi M-31, elevando assim sua marca para 705 mortes. Este número, no entanto, nunca foi comprovado. A marca de mais de 500 mortes foi alcançada num período de 100 dias, no qual Häyhä atingiu o número recorde de cinco por dia — praticamente uma morte a cada hora do curto dia de inverno.
O exército soviético tentou executar vários planos para se livrar dele, incluindo contra-ataques com franco atiradores e assaltos de artilharia, até que em 6 de março de 1940 Häyhä foi atingido por um tiro na mandíbula durante um combate corpo-a-corpo. Com o impacto, o projétil girou e atravessou-lhe o crânio. Ele foi resgatado por soldados aliados, que disseram "faltar metade de sua bochecha". Ficou inconsciente até 13 de março, um dia após a assinatura do tratado de paz que pôs fim ao conflito. Pouco depois, Häyhä foi promovido de cabo a primeiro-tenente pelo marechal-de-campo Carl Gustaf Emil Mannerheim. Nenhum outro soldado jamais conseguiu uma escalada de posto tão rápida na história militar da Finlândia.

### Velhice
Häyhä levou vários anos para se recuperar do ferimento. A munição, provavelmente explosiva, havia quebrado sua mandíbula e arrebentado sua bochecha esquerda. Apesar de tudo, ele se recuperou totalmente, tornando-se caçador de alce e criador de cachorros após a Segunda Guerra Mundial.
Em 1998, ao ser perguntado sobre como conseguiu se tornar um atirador tão bom, ele respondeu, "prática". Questionado se tinha remorsos por ter matado tantas pessoas, ele disse: "fiz o que me mandaram fazer, da melhor forma possível".
Simo Häyhä passou seus últimos anos em uma pequena vila chamada Ruokolahti, localizada no sudeste da Finlândia, próxima à fronteira com a Rússia. Morreu de causas naturais, aos 96 anos.

## Homenagens
- A banda de power-metal sueca Sabaton homenageou Simo na música White Death, do álbum Coat of Arms, de 2010.[8]
- O nome da banda brasileira de Heavy Metal WHITE DEATH foi inspirado no apelido de Simo Häyä - "Morte branca" .